# Кошарка на Медитеранским играма 1951.
На првим Медитеранским играма 1951. у Александрији (Египат), кошарка је била један од десет спортова. Играло се само у мушкој конкуренцији.

### Освајачи медаља
| Египат | Шпанија | Италија |

### Биланс мадаља
| Место  | Држава  |   |   |   | Укупно |
| ------ | ------- | - | - | - | ------ |
| 1      | Египат  | 1 | 0 | 0 | 1      |
| 2      | Шпанија | 0 | 1 | 0 | 1      |
| 3      | Италија | 0 | 0 | 1 | 1      |
| Укупно | Укупно  | 1 | 1 | 1 | 3      |